# Passé simple en français

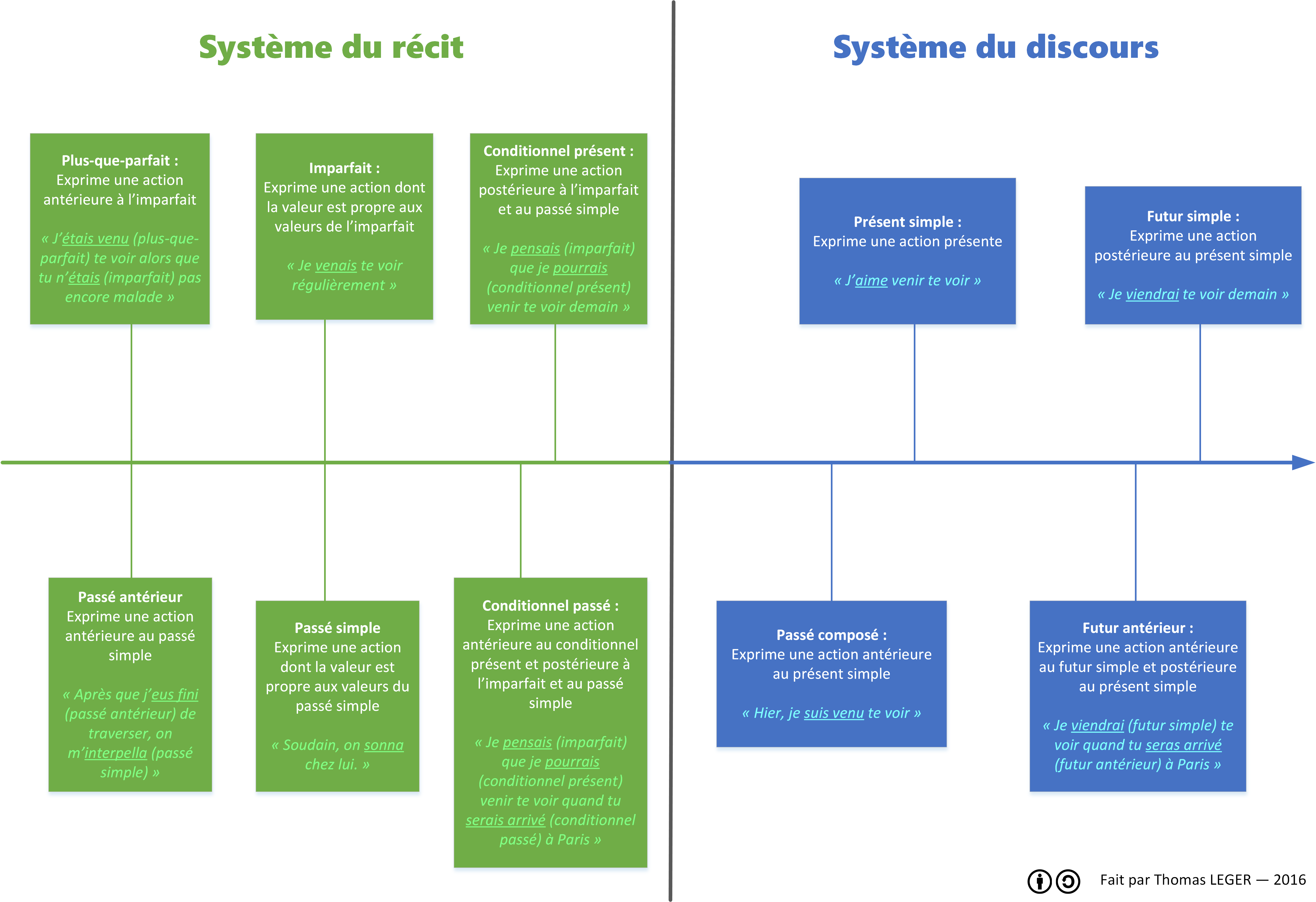
Fonctionnement des temps à l'indicatif

Pour les articles homonymes, voir Passé simple.
Le passé simple , ou passé défini, est un tiroir verbal de la conjugaison des verbes français. C'est un temps simple surtout utilisé dans le cadre écrit formel comme temps de narration, c’est-à-dire celui dans lequel sont exprimés les événements achevés successivement et constituant la trame d'un récit.

## Emploi

### Passé simple et imparfait
- Si vous ne connaissez pas le sujet, laissez ce bandeau (vous pouvez alors contacter les auteurs).
- Si vous supprimez le contenu mis en cause (vous pouvez préalablement contacter les auteurs),

argumentez précisément cette suppression dans la page de discussion
(un manque de référence n'est pas un argument ; une recherche réelle de référence doit avoir été effectuée, être formellement documentée).
Les événements « non essentiels », de second plan, exprimés à l'imparfait, au plus-que-parfait et au conditionnel, ne sont pas mentionnés rigoureusement dans leur ordre réel de succession. Employer l'imparfait, c'est mettre en toile de fond ou à l'arrière plan ce dont on parle, tandis qu'en employant le passé simple on met au premier plan ce dont on parle.
Dehors la tempête faisait rage, aucun voyageur ne s'aventurerait plus jusqu'ici. Il éteignit une à une toutes les lampes, rentra dans sa chambre, se déshabilla hâtivement et se glissa entre les draps. Comme il l'avait deviné, ils étaient glacés. Néanmoins, il s'endormit presque immédiatement.
La longueur de l'action ne permet pas de distinguer le passé simple et l'imparfait : on ne peut pas dire que l'imparfait désigne des événements longs et le passé simple, des événements courts.
- Contre-exemple : À cette époque, Pierre frappait du pied (action brève) tout ce qui se présentait devant lui et passait ses journées à se promener dans le parc de la ville. Las de cette monotonie, il entreprit d'occuper autrement ses vacances et construisit un bateau (construire prend du temps) l'été durant.

On ne peut pas dire non plus que le passé simple concerne des événements ponctuels et l'imparfait, des actions régulières.
- Contre-exemple -- Imparfait : Dehors la tempête faisait rage (ce n'est que ce jour-là que la tempête faisait rage, et non chaque jour à cette époque-ci) ; lui, traversa sans crainte la vallée.
- Contre-exemple -- Passé simple : Après l'échec du morceau qu'il avait présenté au concours de composition, Jean prit chaque jour pendant cinq ans des cours de composition au conservatoire. (L'apprentissage est ici suivi régulièrement sur une longue période.)

C'est, dans ces exemples, à chaque fois la distinction entre ce qui est au premier plan et ce qui est à l'arrière-plan qui explique que l'on emploie ici l'imparfait et là le passé simple.
En d'autres termes, l'imparfait s'utilise pour décrire une action, considérée comme secondaire, tandis que le passé simple s'utilise pour l'action qui en coupe une autre, qui est digne d'intérêt et qui est le sujet central de la phrase.

### Distanciation
Selon Émile Benveniste, le passé simple est non déictique, tout comme le récit qui est son cadre d'emploi quasi exclusif, ce qui s'accompagne d'une impression de distanciation ou d'éloignement temporel avec l'événement mentionné. Au contraire, le discours et ses temps (passé composé, par exemple) sont déictiques, c'est-à-dire ancrés dans la situation d'énonciation. Ainsi, l'auxiliaire au présent du passé composé constitue l'ancre dans le présent des interlocuteurs.

### Aspect
Selon la théorie et la terminologie utilisées, l’aspect du passé simple peut être qualifié de global, révolu ou tensif (Gustave Guillaume).

## Conjugaison du passé simple
Le passé simple se forme principalement selon trois cas :

| Cas principaux        | Dans le même cas | Forme induite au passé simple |
| --------------------- | --- | ----------------------------- |
| participe passé en -é | | ⇒ passé simple en -a          |
| participe passé en -i | - Les verbes ayant leur participe passé en -ert - Certains verbes ayant pourtant leur participe passé en -u : verbes en -dre (sauf -oudre) + voir + battre + vaincre + vêtir - Le verbe faire | ⇒ passé simple en -i,         |
| participe passé en -u | - Le verbe mourir | ⇒ passé simple en -u          |

Cas particuliers : avoir, être, tenir/venir (et dérivés).

### Participe passé en -é
Les verbes qui ont leur participe passé en -é, ont leur passé simple en -a : 
| Aimer        | Chanter        | Manger         | Aller        |
| ------------ | -------------- | -------------- | ------------ |
| j'aimai      | je chantai     | je mangeai     | j'allai      |
| tu aimas     | tu chantas     | tu mangeas     | tu allas     |
| il aima      | il chanta      | il mangea      | il alla      |
| nous aimâmes | nous chantâmes | nous mangeâmes | nous allâmes |
| vous aimâtes | vous chantâtes | vous mangeâtes | vous allâtes |
| ils aimèrent | ils chantèrent | ils mangèrent  | ils allèrent |

### Participe passé en -i
Ont leur passé simple en -i, les verbes qui ont leur participe passé en -i ou en -ert, les verbes en -dre (sauf -oudre) , ainsi que faire, voir, battre, vaincre, vêtir et coudre, : 
| Finir        | Prendre     | Faire      | Voir       |
| ------------ | ----------- | ---------- | ---------- |
| je finis     | je pris     | je fis     | je vis     |
| tu finis     | tu pris     | tu fis     | tu vis     |
| il finit     | il prit     | il fit     | il vit     |
| nous finîmes | nous prîmes | nous fîmes | nous vîmes |
| vous finîtes | vous prîtes | vous fîtes | vous vîtes |
| ils finirent | ils prirent | ils firent | ils virent |

### Participe passé en -u
Les verbes qui ont leur participe passé en -u, ont leur passé simple en -u : 
| Courir        | Savoir     | Vouloir       | Connaître     |
| ------------- | ---------- | ------------- | ------------- |
| je courus     | je sus     | je voulus     | je connus     |
| tu courus     | tu sus     | tu voulus     | tu connus     |
| il courut     | il sut     | il voulut     | il connut     |
| nous courûmes | nous sûmes | nous voulûmes | nous connûmes |
| vous courûtes | vous sûtes | vous voulûtes | vous connûtes |
| ils coururent | ils surent | ils voulurent | ils connurent |

### Cas particuliers
| Être       | Avoir      | Venir       | Tenir       |
| ---------- | ---------- | ----------- | ----------- |
| je fus     | j'eus      | je vins     | je tins     |
| tu fus     | tu eus     | tu vins     | tu tins     |
| il fut     | il eut     | il vint     | il tint     |
| nous fûmes | nous eûmes | nous vînmes | nous tînmes |
| vous fûtes | vous eûtes | vous vîntes | vous tîntes |
| ils furent | ils eurent | ils vinrent | ils tinrent |

## Compétition avec le passé composé et raréfaction à l'oral
Le recul du passé simple du fait de la concurrence du passé composé est déjà perceptible dans La Chanson de Roland, qui montre la perte de ses valeurs imperfectives et résultatives. Au XVIe siècle, dans le récit le passé simple exprime des événements lointains dont on se sent détaché, alors que le passé composé exprime des faits dont les conséquences sont ressenties dans le présent. Au XVIIe siècle, on connaît dans le monde littéraire la « règle des vingt-quatre heures » : un fait datant de plus de vingt-quatre heures doit s’énoncer au passé simple.
Dans les textes écrits, cette règle des vingt-quatre heures est restée solidement enracinée jusqu'à la fin du XXe siècle. De fait, dans les œuvres littéraires à la première personne rédigées entre le XVIIIe siècle et les deux dernières décennies du XXe siècle, ainsi que dans les textes non littéraires comme les mémoires ou les recueils de souvenirs, il a longtemps été d'usage d'utiliser le passé simple, à partir du moment où les faits relatés remontaient à plus d'une journée. Cet usage concernait même les journaux intimes, qui étaient pourtant censés rapporter les événements le jour même où ils s'étaient produits. Ainsi, lorsque Henri Sée traduisit en français les Voyages en France d'Arthur Young, il mit au passé simple les verbes qui étaient au prétérit dans le texte original, même si les faits mentionnés par Arthur Young avaient été décrits juste après qu'ils s'étaient produits. De la même façon, il a longtemps été impensable de rédiger en français une autobiographie autrement qu'au passé simple. C'est seulement à partir de la fin du XXe siècle que certaines personnes (notamment des personnalités médiatiques) ont commencé à publier des autobiographies ou des mémoires écrits au passé composé, même pour raconter les événements les plus lointains de leur vie, comme leur enfance.
En revanche, dans le discours oral, le passé simple a connu à partir de la fin du XVIIe siècle un net déclin qui n'a pas cessé de prendre de l'ampleur. Au XVIIIe siècle et dans la première moitié du XIXe siècle, la loi des vingt-quatre heures était encore largement observée à l'oral, tant par les gens du peuple que par les élites[réf. nécessaire]. C'est pour cette raison que dans les romans du XIXe siècle et de la plus grande partie du XXe siècle, les personnages qui rapportaient dans les dialogues des événements de leur vie passée en parlaient systématiquement au passé simple, même s'il s'agissait de paysans analphabètes ou à demi-lettrés[réf. nécessaire]. Cependant, à partir de la seconde moitié du XIXe siècle, le passé simple est devenu de plus en plus rare à l'oral à la première et à la deuxième personne du singulier et du pluriel, jusqu'à céder presque complètement la place au passé composé à partir du début du XXe siècle. Ce phénomène a résulté de plusieurs facteurs, exposés ci-dessous.
Tout d'abord, pour les verbes du deuxième groupe (type finir), les formes du passé simple au singulier présentaient la caractéristique d'être identiques à celles de l'indicatif présent, le contexte seul indiquant qu'il s'agissait d'un temps du passé (« il finit » [passé simple] = « il finit » [indicatif présent]). La « béquille » de l'auxiliaire « être » ou « avoir » était donc très commode pour signifier explicitement à l'interlocuteur que l'on parlait de faits passés.
Par ailleurs, le passé simple possède une structure unique et différente des autres temps, à la fois pour ses radicaux tout comme ses terminaisons, ce qui tend à rendre son utilisation et sa compréhension difficiles, en particulier pour les terminaisons de la première et deuxième personne du pluriel, qui peuvent être perçues comme étrange, voire fautives, pour toute personne n'ayant pas l'habitude de les utiliser. Ce phénomène n'étant qu'accentué par la raréfaction du passé simple.
Ensuite, pour les verbes du premier groupe, les formes du passé simple et de l'imparfait à la première personne du singulier sont devenues impossibles à distinguer à l'oral à partir du XIXe siècle. Avant cette période, la terminaison -ai du passé simple se prononçait [e], comme celle du participe passé. Elle se différenciait donc nettement de celle de l'imparfait dans le discours parlé. Or, à partir du milieu du XIXe siècle[réf. nécessaire], les gens se sont mis à prononcer cette terminaison [ɛ], comme celle de l'imparfait. La seule solution pour indiquer clairement qu'il ne s'agissait pas d'un imparfait fut donc de recourir au passé composé, qui levait toute ambiguïté grâce à l'usage des auxiliaires « être » ou « avoir ».
Enfin, la dernière raison du déclin du passé simple à l'oral fut un progrès général de la subjectivité[Quoi ?] chez les personnes rapportant des évènements passés[réf. nécessaire]. Avec la règle des vingt-quatre heures, le bon usage du XVIIe siècle avait fait du passé composé le temps utilisé pour relater les faits récents, tandis que les évènements appartenant à un passé relativement éloigné devaient être racontés au passé simple. Or, à partir du XVIIIe siècle, et plus encore au XIXe siècle, les gens se sont mis de plus en plus à sentir comme récents, dans leurs souvenirs, les actions qu'ils avaient accomplies et les événements qui étaient survenus dans leur propre vie, et cela même si lesdites actions et lesdits événements s'étaient produits plusieurs semaines, plusieurs mois, voire plusieurs années auparavant. Ainsi, ils ont développé de plus en plus l'habitude d'en parler au passé composé et non plus au passé simple, parce qu'ils les percevaient toujours comme récents et propres à susciter en eux des émotions. Ce phénomène a d'abord touché les premières personnes du singulier et du pluriel, favorisé par les deux autres facteurs évoqués plus haut, puis il s'est étendu à la deuxième personne du singulier et à la deuxième personne du pluriel, puisque les actes accomplis par un interlocuteur paraissaient relativement récents aux yeux de celui qui discutait avec lui. Finalement, il s'est mis à concerner les événements étrangers à la vie du locuteur et de son interlocuteur, et rapportés à la troisième personne.
Depuis le début du XXe siècle, le passé simple est devenu rare hors du cadre des écrits formels. À la première et à la deuxième personne du singulier et du pluriel, Il n'est presque jamais utilisé, et son emploi passe quasiment pour un archaïsme. Le passé composé est aujourd'hui de rigueur pour raconter à la première personne tous les événements survenus dans une vie, même s'ils sont distants de plusieurs décennies. Seuls quelques dialectes français constituent des exceptions à cette règle[Lesquels ?]. En revanche, à l'oral, le passé simple est encore employé dans les contextes formels aux troisièmes personnes du singulier et du pluriel, pour raconter des événements historiques, survenus il y a plusieurs siècles ou, du moins, plusieurs décennies (« En 1415, les Anglais écrasèrent les Français à Azincourt » ; « Au Ier siècle av. J.-C., Jules César conquit la Gaule et captura Vercingétorix »). De tels propos sont toutefois rares en dehors de certaines circonstances bien précises (cours magistraux d'histoire, discussion sur des événements historiques, etc.). La survie du passé simple dans ce cadre s'explique par le caractère très lointain des évènements rapportés, et par le fait que le locuteur ne se sent pas du tout concerné par ces derniers. Autrement, le passé simple peut aussi être employé avec le verbe « être » dans la conversation soutenue, pour raconter des évènements relativement récents (« Ce fut pour moi un honneur », etc.).
À l'écrit, en revanche, le passé simple reste extrêmement vivant et productif aux troisièmes personnes du singulier et du pluriel. En effet, son association avec l'évocation d'un passé très lointain en fait un temps parfait pour évoquer des événements censés se dérouler à une époque à la fois révolue et relativement indéterminée, et surtout sentie, de toute façon, comme « passée ». Cette impression est renforcée par la distance que l'écrit introduit entre le texte et le scripteur d'une part, et entre le texte et le lecteur d'autre part. Cette distance empêche le scripteur et le lecteur de ressentir les faits racontés à la troisième personne du passé simple comme étant proches d'eux[Selon qui ?]. Par conséquent, le passé simple semble tout à fait approprié pour les rapporter. En revanche, le passé composé introduit toujours une impression de passé immédiat ou très récent. Il ne projette pas le texte dans le passé lointain et un peu indéterminé du récit. Par conséquent, malgré les efforts de certains écrivains français, depuis le milieu du XXe siècle, pour prôner l'usage du passé composé ou du présent de narration, le passé simple reste encore aujourd'hui le temps par excellence des romans narrés à la troisième personne. En revanche, le passé composé est considéré comme le temps des journaux intimes et des rapports administratifs ou juridiques.
En ce qui concerne les récits à la première personne, on observe au contraire un déclin progressif du passé simple à l'écrit depuis les deux dernières décennies du XXe siècle, dans les textes qui n'ont pas vocation à être des œuvres littéraires. Si les personnes nées avant 1960 continuent d'utiliser le passé simple pour écrire leurs mémoires ou leurs autobiographies[Interprétation personnelle ?], ce n'est pas le cas des personnalités nées après cette date, qui délaissent de plus en plus ce temps au profit du passé composé[Interprétation personnelle ?]. En effet, l'emploi du passé simple leur paraît de plus en plus un archaïsme dérisoire.
La vitalité du passé simple aux troisièmes personnes du singulier et du pluriel, à l'écrit et encore à l'oral, se traduit depuis le XXe siècle par la progression des formes propres aux verbes du premier groupe au détriment des autres, dans une langue peu soignée. Certains verbes considérés par les puristes comme n'ayant pas de passé simple s'en retrouvent ainsi pourvus, comme « extraire » (les formes « il extraya » ou « ils extrayèrent » peuvent être lues dans des traductions de romans étrangers). Toutefois, il convient de noter que certains dialectes de langues d'oïl ont au contraire généralisé la forme en « -it », comme le rappelle un récit bien connu, l'« Histoire du chien de Brisquet », de Charles Nodier ; il se termine par la citation d'une expression en parler paysan :
« Malheureux comme le chien à Brisquet, qui n'allit qu'une fois au bois, et que le loup mangit. »
Il convient aussi de remarquer que le recul du passé simple au profit du passé composé a séparé le français des autres langues romanes et fait disparaître une nuance : « Quand je suis arrivé à Paris… » (j'y suis encore) et « Quand j'arrivai à Paris » (il est possible que je n'y sois plus). Il a aussi introduit une différence très nette entre le français et l'anglais, qui utilise couramment le prétérit pour évoquer des faits passés encore très récents. Ainsi, un anglophone dira spontanément à son interlocuteur : You did well (« tu as bien fait »), même si l'acte en question ne date que de quelques minutes.